# Collage (Le Orme)
| Recensione | Giudizio |
| ---------- | -------- |
| AllMusic   |          |

Collage è il secondo album in studio del gruppo di rock progressivo italiano Le Orme pubblicato nel 1971. Viene ritenuto uno dei capolavori del genere.

## Storia
Dopo l'inizio della collaborazione con Gian Piero Reverberi nel singolo Il profumo delle viole (1970), il gruppo cambia stile e lascia dietro di sé ogni reminiscenza di musica beat cercando spunti nel pop internazionale. Tony Pagliuca si era recato a Londra per conoscere la scena pop internazionale e nell'intento di procurarsi un sintetizzatore. Anche se il secondo obiettivo non viene raggiunto, rientra in Italia pieno di idee ed entusiasmo, trascinando il complesso in un progetto di sapore innovativo ed internazionale.
Ispirati dal concerto del 1970 all'Isola di Wight di Emerson, Lake e Palmer, il gruppo abbandona il genere pop degli inizi per ricercare nuove strade. Dopo l'uscita dal gruppo del chitarrista Nino Smeraldi, il resto della formazione decise di continuare senza sostituirlo con altri, su ispirazione di band britanniche prive di un chitarrista fisso come Quatermass, Nice ed Emerson, Lake & Palmer. Grazie al sostegno dal produttore Gian Piero Reverberi, il gruppo formato da Tony Pagliuca (tastiere), Michi Dei Rossi (batteria) e Aldo Tagliapietra (voce, basso e all'occorrenza chitarra), venne scritturato dalla Philips Records nonostante non avesse ancora trovato particolare successo.
Il disco riprende tematiche fortemente attuali (come la prostituzione in Era inverno). Caratteristici sono, per le parti cantate, gli effetti elettronici che danno alla voce un suono lievemente metallico. Nonostante la profonda tristezza dei testi, è chiarissimo lo sforzo creativo del complesso alla ricerca di nuovi stili: soprattutto, spicca l'intento di allontanarsi dallo schema tipico della canzone, pur senza rinnegarla. Di fondamentale importanza resta anche il legame con la musica classica, tant'è che il pezzo di apertura, Collage, contiene una sezione clavicembalistica tratta dalla famosa sonata K 380 di Domenico Scarlatti.
Ne venne estratto il singolo Sguardo verso il cielo.
Nel 2015 BTF ripubblica il disco in tiratura limitata in vinile trasparente con copertina e label uguali all'edizione originale.
Nel 2021 l'album è stato rimasterizzato dalla Universal Music Italia, detentrice del copyright sul catalogo della Philips Records; etichetta detentrice, tra l'altro, del catalogo storico della band.

## Copertina
La copertina ritrae il gruppo pitturato di bianco all'interno di un cimitero.

## Accoglienza
Il progetto è coronato da successo: è questo uno degli album che apre, per i complessi italiani, una via al pop di sapore internazionale. L'album ha dato il nome al gruppo musicale sardo Collage.

## Tracce
Lato A
Testi e musiche di Tony Pagliuca, Aldo Tagliapietra, Gian Piero Reverberi.
1. Collage – 4:49 (musica: Gian Piero Reverberi, Aldo Tagliapietra)
2. Era inverno – 5:05 (testo: Antonio Pagliuca – musica: Gian Piero Reverberi, Aldo Tagliapietra)
3. Cemento armato – 7:13 (testo: Antonio Pagliuca – musica: Gian Piero Reverberi, Aldo Tagliapietra)

Durata totale: 17:07
Lato B
Testi e musiche di Tony Pagliuca, Aldo Tagliapietra, Gian Pietro Reverberi.
1. Sguardo verso il cielo – 4:19 (testo: Antonio Pagliuca – musica: Gian Piero Reverberi, Aldo Tagliapietra)
2. Evasione totale – 7:02 (musica: Gian Piero Reverberi, Aldo Tagliapietra)
3. Immagini – 3:04 (testo: Antonio Pagliuca – musica: Gian Piero Reverberi, Aldo Tagliapietra)
4. Morte di un fiore – 3:04 (testo: Antonio Pagliuca – musica: Gian Piero Reverberi, Aldo Tagliapietra)

Durata totale: 17:29

## Formazione
- Aldo Tagliapietra - voce, basso, chitarra acustica
- Antonio Pagliuca - organo Hammond, pianoforte elettrico
- Michi Dei Rossi - batteria, percussioni